# Personlighetsenneagrammet

Enneagrammet

Personlighetsenneagrammet (kallas ofta bara Enneagram) är en speciell tillämpning av Fourth Way-enneagramfiguren i samband med personlighets- och karaktärsstudier. Detta är det mest kända användningsområdet för figuren. 
Det används och förstås ofta som en typologi (en modell över personlighetstyper), men personlighetsenneagrammet används också för personlig utveckling. Användningen av enneagram klassas allmänt som pseudovetenskaplig.

## Enneagrammets historia
Personlighetsenneagrammet är ett av de nyaste personlighetssystemen som används, och understryker psykologisk motivation. Man känner inte helt till dess ursprung, symbolen kan ha kommit från gammal sufisk tradition, och användes av den esoteriske läraren Georgij Gurdzjijev (1866-1949). Man tror dock att den moderna tillämpningen skapades på 1900-talet av Oscar Ichazo, en av Gurdjieffs studenter, vars personlighetssystem skilde sig från lärarens. Ichazo lärde ut systemet till många elever i Arica, Chile, av vilka Claudio Naranjo är den mest kända. Under de senaste årtiondena har systemet förändrats ytterligare, och inrymmer nu moderna psykologiska idéer från bl.a. Naranjo, Helen Palmer, Kathy Hurley/Theodorre Donsson och Don Riso/Russ Hudson.

## Användningområden
Enneagrammet används av företag, organisationer, psykologer, terapeuter och privatpersoner över hela världen. Det används i första hand som ett redskap för att förstå en persons sätt att hantera tillvaron, hennes drivkraft och motivation. Det används också som en guide för att förstå hur människor hanterar och ser på världen. Enneagrammet ger en djupare analys än traditionella personlighetstestet och innehåller också tydligare personlighetstyper.

## De nio typerna
1. Förbättraren (kallas även Perfektionisten)
2. Hjälparen (kallas även Givaren)
3. Presteraren (kallas även Bekräftelsesökaren)
4. Individualisten (kallas även Romantikern)
5. Undersökaren (kallas även Tänkaren)
6. Den lojale (kallas även Problemfinnaren)
7. Entusiasten (kallas även Livsnjutaren, Visionären)
8. Utmanaren (kallas även Ledaren, Beskyddaren)
9. Medlaren (kallas även Fredsmäklaren)